# Frontière entre le Mozambique et la Tanzanie
La frontière terrestre entre le Mozambique et la Tanzanie est une frontière internationale continue longue de 756 kilomètres séparant le Mozambique et la Tanzanie en Afrique de l'Est.

## Description
La frontière débute sur les rives du lac Malawi puis prend une direction ouest-est. Elle passe brièvement par les monts Livingstone puis suit le cours du fleuve Rovuma (ou Ruvuma) et ce jusqu'à son embouchure dans l'océan Indien, au nord du cap Delgado.

## Histoire
Les origines de cette frontière remontent au XVIe siècle. À cette époque, la côte africaine orientale est dominée par les Portugais qui y ont installé des comptoirs. L'incursion de corsaires ottomans à deux reprises en 1585 et 1589 sur ces côtes ainsi que l'invasion d'une tribu de l'intérieur, les  Zamba durant la même période pousse les Portugais à mieux organiser leurs possessions. Ils créent ainsi la capitainerie de Mombassa en 1593 dont la limite avec la capitainerie de Sofala passe par le cap Delgado, cette démarcation constitue la base de la frontière actuelle qui est de ce fait considérée comme l'une des plus anciennes frontières d'Afrique.
Le tracé de la frontière actuelle est établi entre la colonie portugaise du Mozambique et la colonie allemande du Tanganyika à la fin du XIXe siècle lors du partage de l'Afrique par les puissances européennes.

## Points de passage
La frontière est surtout traversée le long de la côte entre la ville tanzanienne de Mtwara et la localité mozambicaine de Quionga. Aucun ouvrage d'art ne permet de traverser le fleuve mais un pont routier long de 600 mètres, le Unity bridge, est en construction entre les deux villes.

## Populations
La population locale est constituée principalement de Yao de confession musulmane et de Ngoni près du lac Malawi.